# Stazione di Poggio Fidoni
Stazione di Poggio Fidoni vasútállomás Olaszországban, Rieti település Poggio Fidoni frazionéjában.

## Vasútvonalak
Az állomást az alábbi vasútvonalak érintik:
- Terni–Sulmona-vasútvonal

## Kapcsolódó állomások
A vasútállomáshoz az alábbi állomások vannak a legközelebb:
- Stazione di Rieti
- Stazione di Contigliano